# Ljubčo Georgievski
Ljubčo Georgievski (en macédonien : Љупчо Георгиевски ; en bulgare : Любчо Георгиевски), né le 17 janvier 1966 à Štip, est un homme d'État macédonien, titulaire de la nationalité bulgare, membre de l'Organisation révolutionnaire macédonienne intérieure - Parti populaire (VMRO-NP).

## Biographie

### Premier président de la VMRO-DPMNE
Il participe à la fondation de l'Organisation révolutionnaire macédonienne intérieure - Parti démocratique pour l'Unité nationale macédonienne (VMRO-DPMNE) en 1990 et en devient le premier président le 5 août. Bien qu'il remporte les élections législatives de novembre avec 38 députés sur 120 à l'Assemblée, il refuse de s'associer avec n'importe quel parti des Albanais de Macédoine.
Il se trouve alors confiné dans l'opposition. Aux élections de novembre 1994, il décide de boycotter le second tour en dénonçant des irrégularités. Son parti n'est alors plus représenté à l'Assemblée tandis que l'indépendant de centre gauche Kiro Gligorov remporte la présidentielle avec plus des trois quarts des voix.

### Président du gouvernement
Participant aux élections législatives d'octobre 1998, la VMRO-DPMNE remporte 49 députés, soit 40 % des sièges. Le parti s'associe alors avec l'Alternative démocratique (DA) et le Parti démocratique des Albanais (DPA/PDSh), ce qui lui assure une solide majorité absolue de 73 mandats sur 120. Le 30 novembre, Ljubčo Georgievski est nommé président du gouvernement de Macédoine à 32 ans, succédant au social-démocrate Branko Crvenkovski.
L'élection présidentielle qui se tient en 1999 est marquée par la victoire au second tour avec 53 % des voix du candidat conservateur Boris Trajkovski, perçu comme un nationaliste modéré, contre le social-démocrate Tito Petkovski.
L'année 2001 voit le pays vivre une insurrection armée albanaise, ce qui l'amène à former brièvement un gouvernement d'union nationale avec l'opposition de centre gauche entre mai et novembre.

### Retour dans l'opposition
Dans la perspective des élections législatives du 15 septembre 2002, il forme une alliance électorale avec le Parti libéral (LPM). Le jour du scrutin, la VMRO-DPMNE ne remporte que 27 députés. Renvoyé dans l'opposition, il cède le pouvoir à Crvenkovski le 1er novembre et renonce à effectuer un nouveau mandat à la présidence de son parti. Le 25 mai 2003, son ancien ministre des Finances Nikola Gruevski, âgé de 33 ans, prend sa suite.
En février 2004, le président Trajkovski meurt dans l'accident de son avion en Bosnie-Herzégovine et une élection présidentielle anticipée est convoquée en avril. Georgievski préconise alors d'investir l'ancien ministre Ljube Boskovski, connu pour son nationalisme, mais Gruevski choisit Sasko Kedev, qui sera nettement battu au second tour par le candidat social-démocrate, Branko Crvenkovski.

### Fondation de la VMRO-NP et nationalité bulgare
En conséquence, Georgievski quitte son parti et fonde le 4 juillet l'Organisation révolutionnaire macédonienne intérieure - Parti populaire (VMRO-NP), qui se veut plus nationaliste. Bien qu'il n'en exerce pas formellement la présidence, il en est perçu comme le principal dirigeant.
En juin 2006, il acquiert la nationalité bulgare, sur la base de ses origines et moyennant une déclaration de conscience nationale bulgare devant notaire. Son domicile en Bulgarie se trouve dans la municipalité de Blagoevgrad.